# Alcis wassekouensis
Alcis wassekouensis är en fjärilsart som beskrevs av Eugen Wehrli 1943. Alcis wassekouensis ingår i släktet Alcis och familjen mätare. Inga underarter finns listade i Catalogue of Life.